# Coupe d'Afrique des vainqueurs de coupe de football 1982
Navigation
Édition précédente Édition suivante
La Coupe d'Afrique des vainqueurs de coupe de football 1982 est la huitième édition de la Coupe d'Afrique des vainqueurs de coupe. 
Cette compétition qui oppose les vainqueurs des Coupes nationales voit le sacre du club d'Arab Contractors SC d'Égypte, dans une finale qui se joue en deux matchs face aux Zambiens de Power Dynamos FC. Il s'agit du premier titre africain pour Arab Contractors et même de la première victoire d'un club nord-africain dans cette compétition.

## Tour préliminaire
| Équipe 1      | Résultat | Équipe 2            | Aller | Retour |
| ------------- | -------- | ------------------- | ----- | ------ |
| Zoundourma AC | 3 - 4    | ASC Garde Nationale | 3 - 0 | 0 - 4  |

## Premier tour
| Équipe 1                   | Résultat      | Équipe 2                         | Aller | Retour |
| -------------------------- | ------------- | -------------------------------- | ----- | ------ |
| Bendel Insurance           | 3 - 0         | OC Agaza                         | 2 - 0 | 1 - 0  |
| CARA Brazzaville           | 1 - 2         | USK Alger                        | 1 - 0 | 0 - 2  |
| Coffee SC                  | 0 - 2         | Power Dynamos FC                 | 0 - 0 | 0 - 2  |
| Grupo Desportivo de Maputo | -             | National Printing Agency forfait | -     | -      |
| Desportivo TAAG            | 0 - 0 4-5 tab | AS Vita Club                     | 0 - 0 | 0 - 0  |
| CD Elá Nguema              | 1 - 8         | Union Douala'T'                  | 0 - 2 | 1 - 6  |
| FC 105 Libreville          | 3e - 3        | Gbessia AC                       | 1 - 1 | 2 - 2  |
| ASC Garde Nationale        | 0 - 3         | Dynamo Douala                    | 0 - 1 | 0 - 2  |
| forfait Gor Mahia          | 2 - 3         | Dinamo Fima                      | 2 - 3 | -      |
| Hay al-Arab Port Sudan     | 2 - 4         | Arab Contractors SC              | 1 - 1 | 1 - 3  |
| Kamboi Eagles              | 0 - 10        | Africa Sports                    | 0 - 4 | 0 - 6  |
| Maseru Rovers              | 0 - 2         | CAPS United                      | 0 - 1 | 0 - 1  |
| Mighty Barrolle            | 0 - 1         | AS Police                        | 0 - 0 | 0 - 1  |
| Mukura Victory Sports FC   | 0 - 8         | Pan African                      | 0 - 4 | 0 - 4  |
| Requins de l'Atlantique FC | 0 - 1         | Djoliba AC                       | 0 - 0 | 0 - 1  |
| Wallidan FC                | 2 - 4         | Hearts of Oak                    | 1 - 0 | 1 - 4  |

## Huitièmes de finale
| Équipe 1            | Résultat      | Équipe 2                   | Aller | Retour |
| ------------------- | ------------- | -------------------------- | ----- | ------ |
| Bendel Insurance    | 3 - 3e        | USK Alger                  | 3 - 1 | 0 - 2  |
| CAPS United         | 4 - 3         | Dinamo Fima                | 1 - 1 | 3 - 2  |
| Dynamo Douala       | 1 - 3         | Africa Sports              | 1 - 2 | 0 - 1  |
| AS Vita Club        | 4 - 0         | FC 105 Libreville          | 4 - 0 | 0 - 0  |
| AS Police           | 1 - 1 3-4 tab | Hearts of Oak              | 1 - 0 | 0 - 1  |
| Pan African         | 1 - 1 3-5 tab | Power Dynamos FC           | 1 - 0 | 0 - 1  |
| Arab Contractors SC | 5 - 2         | Grupo Desportivo de Maputo | 3 - 2 | 2 - 0  |
| Union DoualaT       | 0 - 4         | Djoliba AC                 | 0 - 1 | 0 - 3  |

## Quarts de finale
| Équipe 1      | Résultat | Équipe 2            | Aller | Retour |
| ------------- | -------- | ------------------- | ----- | ------ |
| Africa Sports | 2 - 3    | Arab Contractors SC | 2 - 0 | 0 - 3  |
| CAPS United   | 1 - 5    | Power Dynamos FC    | 1 - 2 | 0 - 3  |
| USK Alger     | 2 - 3    | Hearts of Oak       | 2 - 1 | 0 - 2  |
| AS Vita Club  | 0 - 1    | Djoliba AC          | 0 - 1 | 0 - 0  |

## Demi-finales
| Équipe 1            | Résultat | Équipe 2      | Aller | Retour |
| ------------------- | -------- | ------------- | ----- | ------ |
| Arab Contractors SC | 3 - 2    | Hearts of Oak | 1 - 1 | 2 - 1  |
| Power Dynamos FC    | 2 - 1    | Djoliba AC    | 2 - 1 | 0 - 0  |

## Finale
| Équipe 1         | Résultat | Équipe 2            | Aller | Retour |
| ---------------- | -------- | ------------------- | ----- | ------ |
| Power Dynamos FC | 0 - 4    | Arab Contractors SC | 0 - 2 | 0 - 2  |

## Vainqueur
| Coupe d'Afrique des vainqueurs de coupe Vainqueur 1982 |
| ------------------------------------------------------ |
| Arab Contractors SC Premier titre                      |